# إبراهيم رفعت باشا
اللواء إبراهيم رفعت باشا ولد ونشأ في القاهرة عام 1855م تقريبا ، التحق بالمدرسة التجهيزية بدرب الجماميز بالقاهرة عام 1873م، ومالبث ان اختير للانضمام للمدرسة الحربية، والتي درس فيها لمدة ثلاث سنوات ليتخرج في العام 1876م برتبة ملازم ثاني في عهد الخديوي إسماعيل.
ذهب للحج للمرة الأولى عام 1318 هـ 1901م عندما عين قومندان لحرس المحمل المصري، وفي عام 1320 هـ 1903م عين أميراً لركب الحج المصري وكذلك في حج عام 1321 هـ 1904م وأخيراً في حج عام 1325 هـ 1908م.
ويعتبر من اوائل المصورين الذين التقطوا صورا فوتوغرافية لرحلة الحج وللديار المقدسة بمكة والمدينة والأماكن التي مروا بها.

## مؤلفاته
ألف كتاب مرآة الحرمين -الرحلات الحجازيه  الذي وصف فيه وصفا دقيقا لرحلة الحج في عام 1318 هـ 1901م